# Eldon (Iowa)
Eldon is een plaats (city) in de Amerikaanse staat Iowa, en valt bestuurlijk gezien onder Wapello County.

## Demografie
Bij de volkstelling in 2000 werd het aantal inwoners vastgesteld op 998. In 2006 is het aantal inwoners door het United States Census Bureau geschat op 975, een daling van 23 (-2,3%).

## Geografie
Volgens het United States Census Bureau beslaat de plaats een oppervlakte van 2,9 km², geheel bestaande uit land. Eldon ligt op ongeveer 189 m boven zeeniveau.

## Plaatsen in de nabije omgeving
De onderstaande figuur toont nabijgelegen plaatsen in een straal van 16 km rond Eldon.

## Bekende gebouwen
In Eldon bevindt zich het huis bekend van het schilderij American Gothic van Grant Wood (40° 55′ 17″ NB, 92° 12′ 50″ WL).